# Diocesi di Porto Nacional
La diocesi di Porto Nacional (in latino: Dioecesis Portus Nationalis) è una sede della Chiesa cattolica in Brasile suffraganea dell'arcidiocesi di Palmas. Nel 2021 contava 265.882 battezzati su 382.633 abitanti. È retta dal vescovo José Moreira da Silva.

## Territorio
La diocesi si estende su 2 stati brasiliani e comprende:
- 28 comuni del Tocantins: Aliança do Tocantins, Almas, Alvorada, Arraias, Aurora do Tocantins, Brejinho de Nazaré, Cariri do Tocantins, Chapada da Natividade, Combinado, Conceição do Tocantins, Dianópolis, Fátima, Figueirópolis, Gurupi, Jaú do Tocantins, Monte do Carmo, Natividade, Palmeirópolis, Paranã, Peixe, Ponte Alta do Bom Jesus, Ponte Alta do Tocantins, Porto Nacional, São Salvador do Tocantins, São Valério da Natividade, Silvanópolis, Taguatinga e Talismã;
- 2 comuni del Goiás: Campos Belos e Monte Alegre de Goiás.

Sede vescovile è la città di Porto Nacional, dove si trova la cattedrale di Nostra Signora della Mercede.
Il territorio si estende su 97.877 km² ed è suddiviso in 41 parrocchie, raggruppate in 7 foranie: Porto Nacional, Natividade, Gurupi, Alvorada, Palmeirópolis, Taguatinga e Campos Belos.

## Storia
La diocesi fu eretta il 20 dicembre 1915 con la bolla Apostolatus officium di papa Benedetto XV, ricavandone il territorio dalla diocesi di Goiás. Originariamente era suffraganea dell'arcidiocesi di Mariana.
Il 4 luglio 1924 cedette una porzione del suo territorio a vantaggio dell'erezione della prelatura territoriale di Bananal, oggi soppressa.
Il 18 novembre 1932 entrò a far parte della provincia ecclesiastica dell'arcidiocesi di Goiás.
Il 20 dicembre 1954  e il 26 marzo 1956 cedette altre porzioni di territorio a vantaggio dell'erezione rispettivamente della prelatura territoriale di Tocantinópolis e della prelatura territoriale di Cristalândia, oggi entrambe diocesi; in quest'ultima occasione divenne suffraganea dell'arcidiocesi di Goiânia.
L'11 ottobre 1966 cedette un'ulteriore porzione di territorio a vantaggio dell'erezione della prelatura territoriale di Miracema do Norte (oggi diocesi di Miracema do Tocantins).
Il 27 marzo 1996 ha ceduto ancora una porzione del suo territorio per l'erezione dell'arcidiocesi di Palmas, di cui contestualmente è divenuta suffraganea.

## Cronotassi dei vescovi
Si omettono i periodi di sede vacante non superiori ai 2 anni o non storicamente accertati.
- Sede vacante (1915-1918)
- Vicente Maria Moreira, O.P. † (28 gennaio 1918 - 1919 dimesso) (vescovo eletto)

- Raymond Dominique Carrerot, O.P. † (30 luglio 1920 - 14 dicembre 1933 deceduto)
  - Sede vacante (1933-1936)
- Alain Marie Hubert Antoine Jean Roland du Noday, O.P. † (21 marzo 1936 - 5 maggio 1976 ritirato)
- Celso Pereira de Almeida, O.P. † (5 maggio 1976 succeduto - 25 gennaio 1995 nominato vescovo di Itumbiara)
  - Sede vacante (1995-1997)
- Geraldo Vieira Gusmão (23 dicembre 1997 - 4 novembre 2009 ritirato)
- Romualdo Matias Kujawski (4 novembre 2009 succeduto - 14 dicembre 2022 ritirato)
- José Moreira da Silva, dal 14 dicembre 2022

## Statistiche
La diocesi nel 2021 su una popolazione di 382.633 persone contava 265.882 battezzati, corrispondenti al 69,5% del totale.
| anno | popolazione | popolazione | popolazione | presbiteri | presbiteri | presbiteri | presbiteri                | diaconi | religiosi | religiosi | parrocchie |
| anno | battezzati  | totale      | %           | numero     | secolari   | regolari   | battezzati per presbitero | diaconi | uomini    | donne     | parrocchie |
| ---- | ----------- | ----------- | ----------- | ---------- | ---------- | ---------- | ------------------------- | ------- | --------- | --------- | ---------- |
| 1949 | 250.000     | 260.000     | 96,2        | 8          | 8          |            | 31.250                    |         |           | 13        | 15         |
| 1966 | 162.807     | 198.000     | 82,2        | 17         | 17         |            | 9.576                     |         | 4         | 39        | 9          |
| 1970 | 150.000     | 160.731     | 93,3        | 13         | 13         |            | 11.538                    |         |           |           | 10         |
| 1976 | 190.000     | 200.000     | 95,0        | 16         | 15         | 1          | 11.875                    |         | 1         | 35        | 13         |
| 1980 | 226.000     | 246.000     | 91,9        | 18         | 16         | 2          | 12.555                    |         | 2         | 42        | 19         |
| 1990 | 290.000     | 315.000     | 92,1        | 18         | 17         | 1          | 16.111                    |         | 1         | 47        | 15         |
| 1999 | 274.000     | 323.000     | 84,8        | 21         | 20         | 1          | 13.047                    |         | 1         | 43        | 20         |
| 2000 | 271.000     | 319.861     | 84,7        | 21         | 20         | 1          | 12.904                    |         | 1         | 43        | 20         |
| 2001 | 271.000     | 319.861     | 84,7        | 24         | 22         | 2          | 11.291                    |         | 2         | 46        | 25         |
| 2002 | 276.000     | 324.000     | 85,2        | 23         | 21         | 2          | 12.000                    |         | 2         | 46        | 25         |
| 2003 | 276.000     | 324.000     | 85,2        | 29         | 26         | 3          | 9.517                     |         | 3         | 51        | 26         |
| 2004 | 276.000     | 319.861     | 86,3        | 29         | 26         | 3          | 9.517                     |         | 3         | 51        | 26         |
| 2013 | 307.000     | 356.081     | 86,2        | 44         | 42         | 2          | 6.977                     | 11      | 4         | 36        | 35         |
| 2016 | 314.500     | 364.900     | 86,2        | 52         | 50         | 2          | 6.048                     | 9       | 3         | 36        | 38         |
| 2019 | 328.460     | 382.633     | 85,8        | 59         | 57         | 2          | 5.567                     | 7       | 2         | 39        | 41         |
| 2021 | 265.882     | 382.633     | 69,5        | 57         | 55         | 2          | 4.664                     | 8       | 2         | 38        | 41         |